# كريس كليمونز (لاعب كرة قاعدة)
كريس كليمونز (بالإنجليزية: Chris Clemons)‏ هو لاعب كرة قاعدة أمريكي، ولد في 31 أكتوبر 1972 في باي تاون في الولايات المتحدة.

## وصلات خارجية
- كريس كليمونز على موقعبيزبول رفرنس.كوم (الدوري الرئيسي) (الإنجليزية)
- كريس كليمونز على موقعبيزبول رفرنس.كوم (الدوري الثانوي) (الإنجليزية)